# 诺里斯敦 (宾夕法尼亚州)
诺里斯敦（Norristown）是美国宾夕法尼亚州蒙哥马利县的一个自治市镇，是蒙哥马利县的县城，位于费城都市区。诺里斯敦位于斯库尔基尔河沿岸，距离费城市区约9.7公里。根据2010年美国人口普查，诺里斯敦的人口为34,324人，是该县人口第四多的市镇，也是宾夕法尼亚州人口第二多的行政区。诺里斯敦是蒙哥马利县最大的非镇级市。